# Windy Hill
Windy Hill (traducibile in italiano come collina ventosa) è una collina alta 316 m situata nel Renfrewshire, nelle Lowlands scozzesi. 

## Descrizione

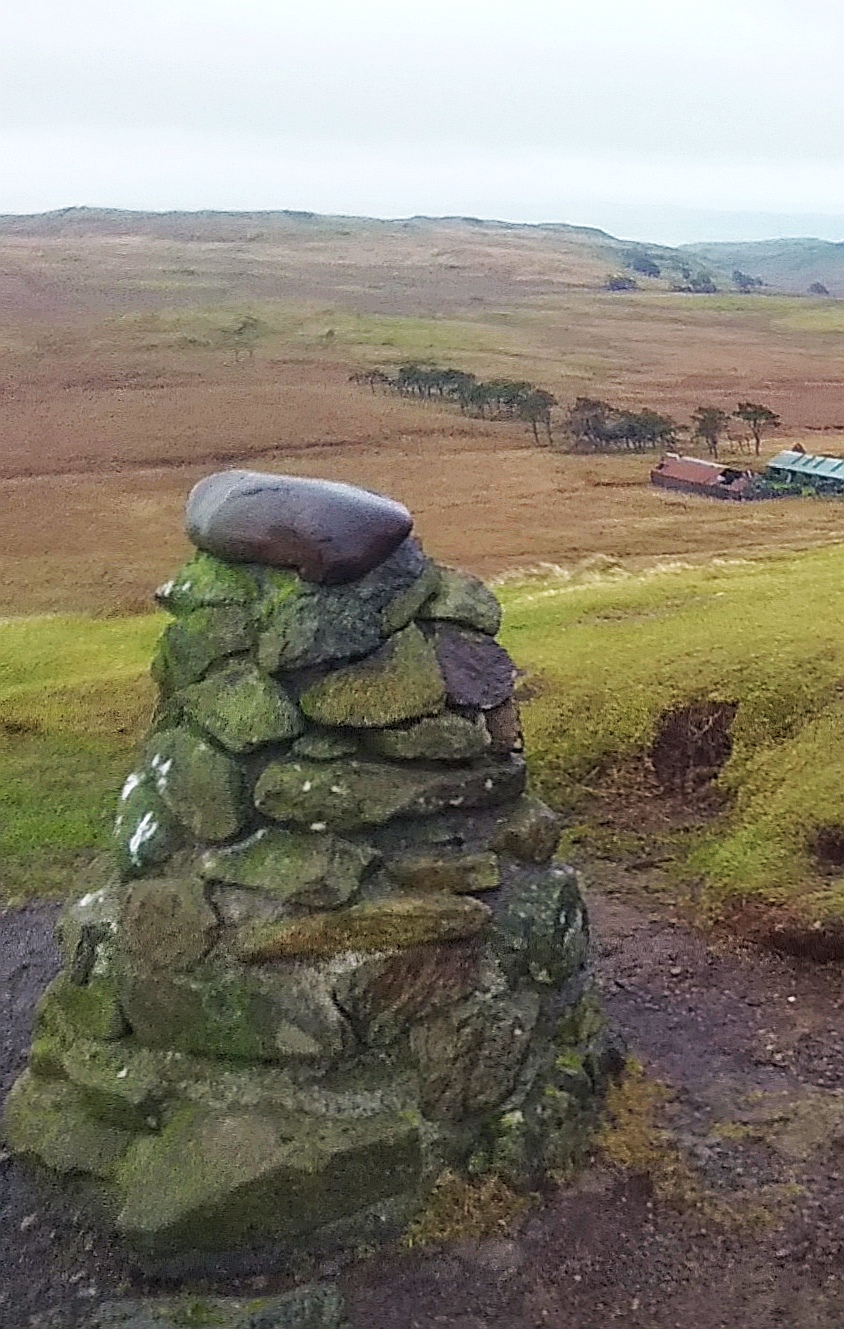
Il pilastrino sul punto culminante

La collina si trova sul confine orientale del bacino idrografico del fiume Calder e fa parte del Parco regionale Clyde Muirshiel. La sua sommità è collocata, nella rete di riferimento topografica dell'OS, all'interno della cella cod. NS 3183 6374. Windy Hill è anche il nome della prima casa di una certa importanza progettata da Charles Rennie Mackintosh; l'edificio si trova a Kilmacolm a poche miglia dalla collina. La sua prominenza topografica è di 52 metri.

## Geologia
La collina è quanto rimane di un collo vulcanico. Poco ad est della sua cima si può osservare un ben sviluppato bole horizon (spesso più di due metri), un tipo di suoloa che si origina dalla disgregazione delle rocce ignee..

## Accesso alla cima

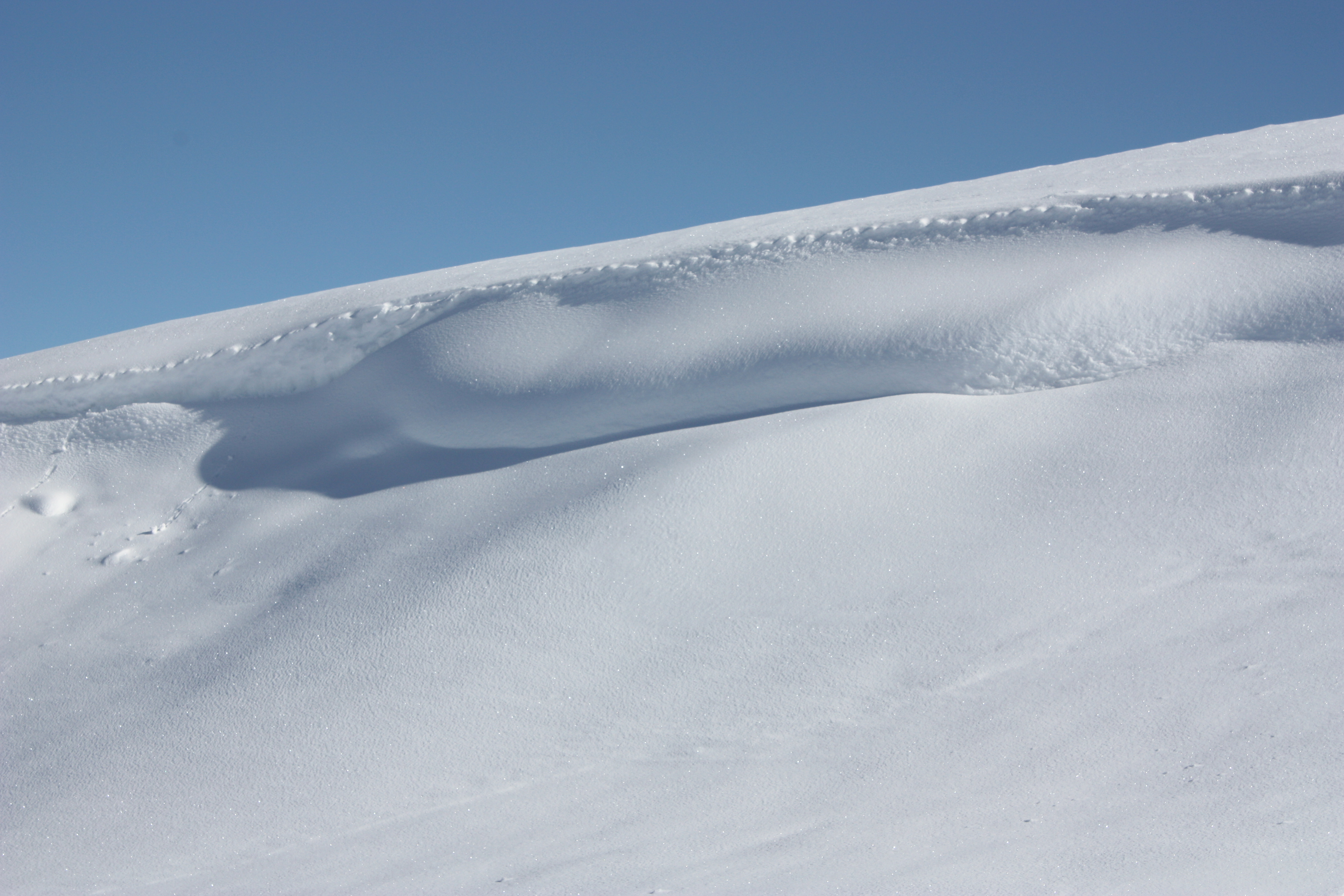
Windy Hill in inverno

La cima di Windy Hill può essere facilmente raggiunta dal centro visite di Muirshiel, seguendo un sentiero pedonale, e offre un buon punto di vista sulla zona circostante. Si ratta di un itinerario che viene considerato molto adatto anche per i bambini.